# Smědeček
Smědeček (německy Klein Zmietsch) je malá vesnice, část obce Ktiš v okrese Prachatice v Jihočeském kraji. Nachází se asi pět kilometrů severovýchodně od Ktiše. Je zde evidováno 27 adres. V roce 2011 zde trvale žilo třináct obyvatel.
Smědeček leží v katastrálním území Smědeč o výměře 9,8 km².

## Historie
První písemná zmínka o vesnici pochází z roku 1404.

## Obyvatelstvo
V roce 1921 ve Smědečku převládalo německé obyvatelstvo: z tehdejších 137 obyvatel, kteří žili ve 23 domech, se tři hlásili k české národnosti, 134 k německé.
| Rok            | 1869 | 1880 | 1890 | 1900 | 1910 | 1921 | 1930 | 1950 | 1961 | 1970 | 1980 | 1991 | 2001 | 2011 | 2021 |
| -------------- | ---- | ---- | ---- | ---- | ---- | ---- | ---- | ---- | ---- | ---- | ---- | ---- | ---- | ---- | ---- |
| Počet obyvatel | 189  | 172  | 174  | 141  | 129  | 137  | 149  | 59   | 25   | 6    | 4    | 5    | 8    | 13   | 18   |
| Počet domů     | 23   | 22   | 23   | 23   | 23   | 23   | 34   | 30   | 30   | 2    | 2    | 15   | 17   | 20   | 18   |

## Obecní správa
Při sčítání lidu v letech 1850–1959 Smědeček byl osadou obce Smědeč, se kterým patřil nejprve do okresu Český Krumlov (v letech 1850–1910 Krumlov), ale od roku 1950 v okrese Prachatice. Od roku 1960 je částí obce Ktiš v okrese Prachatice.